# Агни Парфене
Агни́ Парфе́не (греч. Ἁγνὴ Παρθένε), Чистая Дева, «Пресвятая Дева Владычица», «Марие, Дево Чистая» — греческий православный гимн Пресвятой Богородице, написанный святителем Нектарием Эгинским. По преданию, святитель Нектарий услышал гимн от ангелов. Мелодия гимна составлена одним из монахов монастыря Симонопетры около 1980-х годов. В богослужебных книгах это песнопение отсутствует.

## Оригинальный греческий текст
Источник:
(Ἀπὸ Ὠδὴ β') Ἦχος πλ.α΄

Ἁγνὴ Παρθένε Δέσποινα, Ἄχραντε Θεοτόκε, Χαῖρε Νύμφη Ἀνύμφευτε.

Παρθένε Μήτηρ Ἄνασσα, Πανένδροσέ τε πόκε, Χαῖρε Νύμφη Ἀνύμφευτε.

Ὑψηλοτέρα οὐρανῶν, ἀκτίνων λαμπροτέρα, Χαῖρε Νύμφη Ἀνύμφευτε.

Χαρὰ Παρθενικῶν Χορῶν, Ἀγγέλων ὑπερτέρα, Χαῖρε Νύμφη Ἀνύμφευτε.

Ἐκλαμπροτέρα οὐρανῶν, φωτὸς καθαρωτέρα, Χαῖρε Νύμφη Ἀνύμφευτε.

Τῶν οὐρανίων στρατιῶν, πασῶν ἁγιωτέρα, Χαῖρε Νύμφη Ἀνύμφευτε.

(Ἀπὸ Ὠδὴ ε')

Μαρία Ἀειπάρθενε, Κόσμου παντὸς Κυρία, Χαῖρε Νύμφη Ἀνύμφευτε.

Ἄχραντε Νύμφη πάναγνε, Δέσποινα Παναγία, Χαῖρε Νύμφη Ἀνύμφευτε.

Μαρία Νύμφη Ἄνασσα, χαρᾶς ἡμῶν αἰτία, Χαῖρε Νύμφη Ἀνύμφευτε.

Κόρη σεμνὴ Βασίλισσα, Μήτηρ ὑπεραγία, Χαῖρε Νύμφη Ἀνύμφευτε.

Τιμιωτέρα Χερουβείμ, ὑπερενδοξοτέρα, Χαῖρε Νύμφη Ἀνύμφευτε.

Τῶν ἀσωμάτων Σεραφείμ, τῶν Θρόνων ὑπερτέρα, Χαῖρε Νύμφη Ἀνύμφευτε.

(Ἀπὸ Ὠδὴ δ')

Χαῖρε τὸ ᾆσμα Χερουβείμ, χαῖρε ὕμνος Ἀγγέλων, Χαῖρε Νύμφη Ἀνύμφευτε.

Χαῖρε ᾠδὴ τῶν Σεραφείμ, χαρὰ τῶν Ἀρχαγγέλων, Χαῖρε Νύμφη Ἀνύμφευτε.

Χαῖρε εἰρήνη καὶ χαρά, λιμὴν τῆς σωτηρίας, Χαῖρε Νύμφη Ἀνύμφευτε.

Παστὰς τοῦ Λόγου ἱερά, ἄνθος τῆς ἀφθασίας, Χαῖρε Νύμφη Ἀνύμφευτε.

Χαῖρε Παράδεισε τρυφῆς, ζωῆς τε αἰωνίας, Χαῖρε Νύμφη Ἀνύμφευτε.

Χαῖρε τὸ ξύλον τῆς ζωῆς, Πηγὴ ἀθανασίας, Χαῖρε Νύμφη Ἀνύμφευτε.

(Ἀπὸ Ὠδὴ ε')

Σὲ ἱκετεύω Δέσποινα, Σὲ νῦν ἐπικαλοῦμαι, Χαῖρε Νύμφη Ἀνύμφευτε.

Σὲ δυσωπῶ Παντάνασσα, Σὴν χάριν ἑξαιτοῦμαι, Χαῖρε Νύμφη Ἀνύμφευτε.

(Ἀπὸ Ὠδὴ β')

Κορὴ σεμνὴ καὶ ἄσπιλε, Δέσποινα Παναγία, Χαῖρε Νύμφη Ἀνύμφευτε.

ἐπάκουσόν μου ἄχραντε, κόσμου παντὸς Κυρία, Χαῖρε Νύμφη Ἀνύμφευτε.

(Ἀπὸ Ὠδὴ ε')

Ἀντιλαβοῦ μου ρύσαι με, ἀπὸ τοῦ πολεμίου, Χαῖρε Νύμφη Ἀνύμφευτε.

Καὶ κληρονόμον δεῖξον με, ζωῆς τῆς αἰωνίου, Χαῖρε Νύμφη Ἀνύμφευτε.

Ὑπεραγία Θεοτόκε σῶσον ἡμᾶς.

## Русские переводы

### Русская транслитерация
Агни Парфене, Деспина, Ахранде Феотоке
Припев: Хере Нимфи Анимфевте
- Парфене, Митир Анасса, панендросе те Поке. Хере Нимфи Анимфевте
- Ипсилотера уранон, актинон ламбротера. Хере Нимфи Анимфевте
- Хара парфеникон хорон, Ангелон Ипертера. Хере Нимфи Анимфевте
- Экламбротера Уранон, фотос кафаротера. Хере Нимфи Анимфевте
- Тон Уранион стратион пасон агиотера. Хере Нимфи Анимфевте
- Мариа Аипарфене, козму пантос Кириа. Хере Нимфи Анимфевте
- Ахранде Нимфи Панагне, Деспина Панагиа. Хере Нимфи Анимфевте
- Мариа Нимфи Анасса, харас имон этиа. Хере Нимфи Анимфевте
- Кори семни, Василисса, Митир Иперагия. Хере Нимфи Анимфевте
- Тимиотера Херувим, иперендокзотера. Хере Нимфи Анимфевте
- Тон асоматон Серафим, тон Фронон Ипертера. Хере Нимфи Анимфевте.
- Хере то азма Херувим, хере Имнос ангелон. Хере Нимфи Анимфевте
- Хере оди тон Серафим, хара тон Архангелон. Хере Нимфи Анимфевте
- Хере ирини ке хара, лимин тис сотириас. Хере Нимфи Анимфевте
- Пастас ту логу Иера, анфос тис афтарсиас. Хере Нимфи Анимфевте
- Хере Парадисе трифис, зоис те эониас. Хере Нимфи Анимфевте
- Хере то кзилон тис зоис, пиги афанасиас. Хере Нимфи Анимфевте
- Се икетево, Деспина, Се нин эпикалуме. Хере Нимфи Анимфевте
- Се дисопо Пантанасса, Син харин эксетумэ. Хере Нимфи Анимфевте
- Кори семни ке аспиле, Деспина Панагия. Хере Нимфи Анимфевте
- Фермос эпикалуме Се Наэ игиазмене. Хере Нимфи Анимфевте
- Андилаву му рисе мэ апо ту полемиу. Хере Нимфи Анимфевте
- Ке клирономон диксон мэ ЗОИС ТИС ЭОНИУ. Хере Нимфи Анимфевте

### Дословный перевод
Чистая Дево, Владычице, нескверная Богородице,

Дево, Мати Царице и всеорошенное руно.

Превысшая небес, [солнечных] лучей светлейшая,

Радосте девственных ликов, ангелов превышняя.

Просиявшая паче небес, света чистейшая.

Всех небесных воинств святейшая.

Марие Приснодево, Госпоже всего мира,

Нескверная Невесто всечистая, Владычице Всесвятая.

Марие невесто Властительнице, причина нашей радости,

Дево святая, Царице, Мати пресвятая,

Честнейшая Херувим, препрославленнейшая,

Бесплотных Серафим, Престолов превышняя.

Радуйся, пение Херувимов, радуйся [хвалебная] песнь ангелов,

Радуйся, песнь Серафимов, радование архангелов.

Радуйся, мире и радосте, пристань спасения.

Чертоже Слова священный, цвете нетления.

Радуйся, Раю сладости и жизни вечныя.

Радуйся, древо живота, источниче бессмертия.

Тебя молю, Владычице, Тя ныне призываю.

На Тебя взираю со страхом, Твоея милости взыскую.

Дево святая и нескверная, Владычица Всесвятая,

Тепле взываю к Тебе, Храме освященный.

Вступись за меня, избавь меня от врага

И наследника покажи мя жизни вечной.

Радуйся, Невеста неневестная.

### Перевод иеродиакона Германа (Рябцева)
Источник:
Марие, Дево Чистая, Пресвятая Богородице,
Радуйся, Невесто Неневестная.
Царице, Мати Дево, Руно, всех покрывающее,
Радуйся, Невесто Неневестная.
Превысшая Небесных Сил, нетварное сияние,
Радуйся, Невесто Неневестная.
Ликов девичьих Радосте и Ангелов Превысшая,
Радуйся, Невесто Неневестная.
Небес Честная Сило и Свете, паче всех светов,
Радуйся, Невесто Неневестная.
Честнейшая Владычице всех Небесных Воинств,
Радуйся, Невесто Неневестная.
Всех Праотцев Надеждо, пророков Исполнение,
Радуйся, Невесто Неневестная.
В подвизех Ты помоще, Кивоте Бога Слова,
Радуйся, Невесто Неневестная.
И девам Ликование, и матерем Отрадо,
Радуйся, Невесто Неневестная.
Целомудрия Наставнице, душ наших Очищение,
Радуйся, Невесто Неневестная.
Покрове, ширший облака, и страждущих Пристанище,
Радуйся, Невесто Неневестная.
Немощных Покров и Заступнице, Надеждо ненадежных,
Радуйся, Невесто Неневестная.
Марие, Мати Христа, Истиннаго Бога,
Радуйся, Невесто Неневестная.
Ааронов Жезле прозябший, Сосуде тихой радости,
Радуйся, Невесто Неневестная.
Всех сирых и вдов Утешение, в бедах и скорбех помоще,
Радуйся, Невесто Неневестная.
Священная и Непорочная Владычице Всепетая,
Радуйся, Невесто Неневестная.
Приклони ко мне милосердие Божественнаго Сына,
Радуйся, Невесто Неневестная.
Ходатаице спасения, припадая, взываю Ти:
Радуйся, Невесто Неневестная.

### Перевод Ирины Болдышевой
1. Владычице Пречистая, Царице, Мати Божія:

Святая Дѣво чистая, руно, росу пріимшее:

Небесъ свѣтлѣйшихъ высшая, самихъ лучей свѣтлѣйшая:

Дѣвичьихъ ликовъ радосте, безплотныхъ силъ святѣйшая:

Небесныхъ высей свѣтлая, Всевышняго селеніе:

Маріе приснохвальная, Владычице всепѣтая:

2. Подательнице кроткая надежды и покрова:

Чертоже приснодѣвственный, кивоте Бога Слова:

Отроковице тихая, виновнице спасенія:

Благоуханный цвѣте пречистѣйшаго дѣвства:

О славнѣйшая серафимъ, и херувимъ честнѣйшая:

Премірныхъ ликовъ ангельскихъ восторгъ и удивленіе:

3. Ты предстоиши Сыну у самаго Престола:

Твоей взыскую милости, Родительнице Слова:

О древо жизни вѣчныя, о Дѣво, Матерь Славы:

Молю Тя тепле, Чистую, Преосвященный Храме:

Очисти мя, избави мя грѣховныя пучины:

Вручи мя милосердію Божественнаго Сына:

Радуйся, Невѣсто неневѣстная.